# Vietnam Idol
Thần tượng âm nhạc: Vietnam Idol (Deutsch: Musik-Ikone: Vietnam Idol; auch nur Vietnam Idol) ist eine vietnamesische Castingshow, die erstmals im Mai 2007 auf HTV ausgestrahlt wurde. Seit 2010 erfolgt die Ausstrahlung jedoch über VTV. Es handelt sich um die vietnamesische Version der britischen Sendung Pop Idol, die von Simon Fuller produziert wurde und von der es auch eigene Versionen in weiteren Ländern gibt, siehe Liste der Ableger von Pop Idol.

## Konzept
Meist ein oder zwei Monate vor der Erstausstrahlung der Staffel im Fernsehen finden die Castings statt. Diese werden gefilmt, und die Jury wählt die Kandidaten, die an den sogenannten Theaterrunden teilnehmen. Dort müssen die Kandidaten von der Jury ausgewählte Songs singen. Basierend auf diesen Auftritten werden weitere Kandidaten ausgewählt, die in Liveshows vor einem Publikum auftreten. In diesen kann dann per Anruf oder SMS für die einzelnen Kandidaten abgestimmt werden. Wer die wenigstens Stimmen hat, muss die Show verlassen.

## Erste Staffel (2007)

Phương Vy, die Gewinnerin der ersten Staffel.

Die erste Staffel von Vietnam Idol wurde vom 23. Mai 2007 bis zum 3. Oktober 2007 produziert und ausgestrahlt. Die Jury bestand aus Siu Black, Hà Dũng und Tuấn Khanh. Die Castings fanden in Can Tho (7. April 2007), Hanoi (15. April 2007), Danang (22. April 2007) und Ho Chi Minh Stadt (5. Mai 2007) statt. Die Theaterrunden fanden in Ho Chi Minh Stadt statt.
Im Finale am 3. Oktober gewann Phương Vy mit 53,44 % der Stimmen.
Die Top 10 Kandidaten:
1. Nguyễn Ngọc Phương Vy (Erstplatzierte)
2. Nguyễn Ngọc Ánh (Zweitplatzierter)
3. Nguyễn Ngọc Minh
4. Trương Duy Khánh
5. Nguyễn Thị Thảo Trang
6. Nguyễn Trà My
7. Nguyễn Thị Hải Yến
8. Trần Xuân Linh
9. Chung Thanh Phong
10. Vũ Ngọc Bích

## Zweite Staffel (2008–2009)

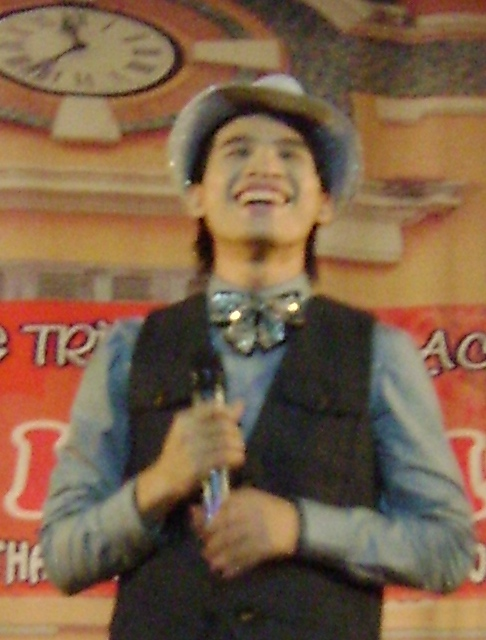
Quốc Thiên, Gewinner der zweiten Staffel.

Die zweite Staffel wurde vom 3. September 2008 bis zum 14. Januar 2009 produziert und ausgestrahlt. Die Castings fanden in Can Tho (23. – 24. Juli, 2008), in Hanoi (29. – 31. Juli 2008), in Danang (5. – 8. August 2008) und in Ho Chi Minh Stadt (14. – 16. August 2008) statt. Die Theater-Runden fanden wieder in Ho-Chi-Minh-Stadt statt. Im Finale am 14. Januar 2009 gewann Quốc Thiên.
Die Top 10 Kandidaten:
1. Quốc Thiên (Erstplatzierter)
2. Thanh Duy (Zweitplatzierter)
3. Duyên Anh
4. Cẩm Tú
5. Thu Hà
6. Lan Trinh
7. Phi Trường
8. Lê Tuấn
9. Hoàng Anh
10. Minh Chuyên

## Dritte Staffel (2010)
Die dritte Staffel wurde vom 21. August 2010 bis zum 25. Dezember 2010 produziert und ausgestrahlt. Die Castings und die Recalls fanden in Hanoi (3. – 7. Juli, 2010), Danang (27. – 29. Juni), Can Tho (13. – 15. Juli) und in Ho Chi Minh Stadt (21. – 25. Juli, 2010) statt.
Die Castings fanden ebenfalls in Tây Nguyên und in der nördlichen Region statt.
Im Finale am 25. Dezember 2010 gewann Uyên Linh.
Die Top-10-Kandidaten:
1. Trần Nguyễn Uyên Linh (Erstplatzierte)
2. Văn Mai Hương (Zweitplatzierte)
3. Lều Phương Anh
4. Trần Lân Nhã
5. Nguyễn Tấn Đăng Khoa
6. Lê Đức Anh
7. Bùi Thị Bích Phương
8. Bùi Nguyễn Trung Quân
9. Đinh Vương Linh
10. Nguyễn Thị Phương Anh

## Sechste Staffel (2015)
Die sechste Staffel wurde von 5. April 2015 bis 2. August 2015 ausgestrahlt. Im Finale gewann Nguyễn Trọng Hiếu, geboren in Bad Kissingen, mit 71,5 % der abgegebenen Stimmen gegen Konkurrentin Nguyễn Bích Ngọc.

## Jury
Die Jury bestand in der ersten Staffel 2007 aus Siu Black, Tuấn Khanh und Hà Dũng. In der zweiten Staffel 2008 bestand sie aus Siu Black, Hồ Hoài Anh und Trần Mạnh Tuấn. In der dritten Staffel 2010 bestand sie aus Siu Black, Quốc Trung und Nguyễn Quang Dũng.